# Chilodiplus weiri
Chilodiplus weiri är en skalbaggsart som beskrevs av Peter Geoffrey Allsopp 1993. Chilodiplus weiri ingår i släktet Chilodiplus och familjen Melolonthidae. Inga underarter finns listade i Catalogue of Life.